# Léon Bordenave
Pour les articles homonymes, voir Bordenave.
Pas d'image ? Cliquez ici

a Compétitions nationales et continentales officielles uniquement.

b Matchs officiels uniquement.
Léon Bordenave, né le 11 mai 1920 à Odos dans les Hautes-Pyrénées et mort le 4 juillet 2002 à Toulon, est un joueur français de rugby à XV évoluant au poste de demi d'ouverture ou de centre. 

## Biographie
Léon Bordenave joue avec l'équipe de France et évolue au poste de demi d'ouverture ou de centre. Il dispute son premier match avec l'équipe de France le 11 janvier 1948 contre l'équipe d'Australie. En dehors du rugby, il est inspecteur de police à Toulon. 

## Palmarès
- Finaliste du championnat de France en 1944 avec Lourdes et en 1948 avec Toulon[3]
- Finaliste du challenge Yves du Manoir en 1954 avec Toulon[3]

## Statistiques en équipe nationale
- 5 sélections
- Sélections par année : 4 en 1948, 1 en 1949
- Tournois des Cinq Nations disputés : 1948, 1949